# Clinomerus laticellus
Clinomerus laticellus is een keversoort uit de familie Cupedidae. De wetenschappelijke naam van de soort is voor het eerst geldig gepubliceerd in 1939 door Handlirsch.